# شهرستان راتلند (ورمانت)
شهرستان راتلند واقع در ایالت ورمانت است. جمعیت این شهرستان بر اساس سرشماری سال ۲۰۱۰ آمریکا ۵۶۶۷۰ نفر گزارش شده‌است. مرکز شهرستان راتلند، شهر راتلند است.این شهرستان در سال ۱۷۸۱ بنیانگذاری شده‌است.